# Silvio Santos
Senor Abravanel (Río de Janeiro, 12 de diciembre de 1930 – São Paulo, 17 de agosto de 2024), más conocido por su nombre artístico Silvio Santos, fue un empresario, conductor de televisión y administrador de empresas brasileño, ampliamente reconocido como el mayor referente en la historia de las telecomunicaciones en Brasil y América Latina.
Dueño del Grupo Silvio Santos, conglomerado de empresas integrado por el Baú da Felicidade, Cosmética Jequití, el Banco Panamericano y la cadena de televisión SBT.
Como conductor del Show de Silvio Santos, uno de los más antiguos programas de la televisión mundial, se convirtió en uno de los íconos más consagrados y queridos de la televisión, siendo considerado uno de los mayores emprendedores y comunicadores de la historia televisiva brasileña.

## Biografía
Hijo de judíos sefardíes (el padre nacido en Salónica y la madre en Esmirna), nació en el barrio bohemio de Lapa, región central de Río de Janeiro.
A los 14 años, Senor se volvió vendedor ambulante, junto a su hermano León y otro sobrino de Adolpho Bloch. Senor y su hermano Léo asistieron juntos a la Escuela Primaria Celestino da Silva. Después de terminar la escuela primaria, estudiaron en la Escuela Técnica de Comercio Amaro Cavalcanti, donde Senor se graduó como técnico en contabilidad.
El primer producto a ser vendido, fue, la tapa para el Registro Electoral, (Brasil entró en una fase de redemocratización después de la dictadura del Estado Novo).

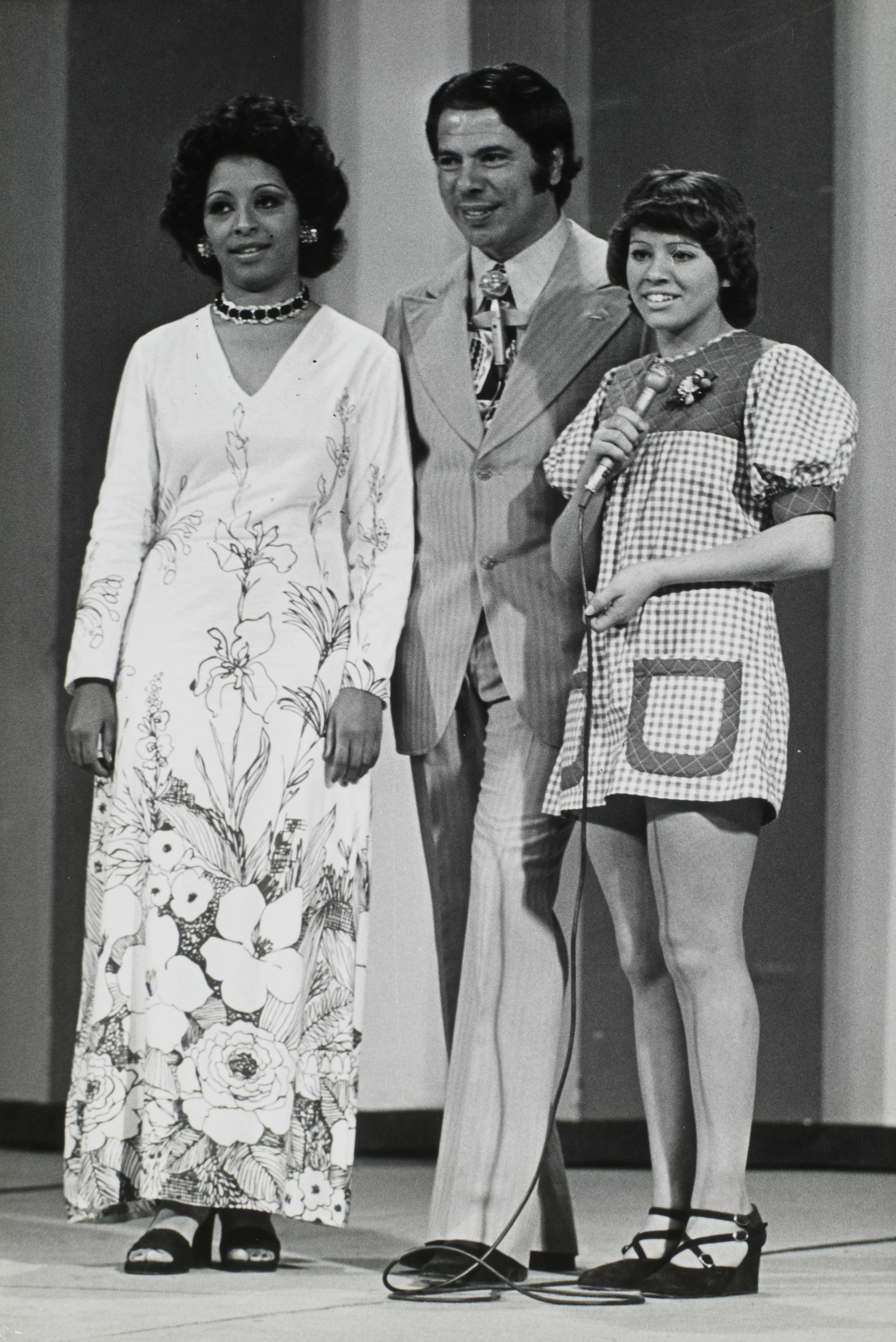
Sílvio Santos en el programa "1º Campeonato Brasileño de Cantores Nuevos", 1972. Archivo Nacional del Brasil.

Un Fiscal de obras de la intendencia carioca, viendo una potencial voz en él, lo invitó a una audición en Rádio Guanabara (hoy Rádio Bandeirantes de Río de Janeiro).
Silvio ganó la primera prueba de la radio, superando a nombres como Chico Anysio y José Vasconcellos, pero se quedó tan sólo un mes como animador de radio, pues como ambulante ganaba más.
A los 18 años, sirvió como paracaidista del Ejército Brasileño en Deodoro (distrito de la zona oeste de Río). También padre dedicado a 6 hijas las cuales forman parte y están siguiendo los pasos del padre, están en la carrera de televisión tanto como presentadoras (Patricia Abravanel, Silvia Abravanel y Rebeca Abravanel) o como personal "interno". Sabiendo que una carrera de vendedor ambulante era incompatible con la carrera militar, Silvio decidió ser un locutor de radio en Niterói.
Al darse cuenta de que los viajes de los Barcos de Río-Niteroi fueron marcados por el aburrimiento, decidieron construir un altavoz de servicio en la nave. En los intervalos de la música, Silvio hizo anuncios de productos.
En las Barcazas a la isla de Paquetá, los pasajeros, formaban colas en los bebederos de agua, tras bailar las músicas que tocaba Silvio. Esto entonces tuvo otra idea: un acuerdo con la cervecería Antártica para vender cerveza y refrescos. En la compra, el consumidor ganaba una tarjeta de bingo compitiendo por premios como jarrones y marcos.
La carrera de Silvio Santos en Sao Paulo comenzó a tomar forma después de un accidente con el barco en el que trabajaba. Con el buque en el astillero, Silvio no pudo realizar su función. Y el director de la Antártica lo invitó a pasar un tiempo en la "Tierra de Lluvia".
En 1981 fundó su propio canal de televisión, Sistema Brasileño de Televisión SBT.  En 1989, fue candidato a la presidencia de Brasil y alcanzó el segundo lugar en la intención de voto (18% de Santos contra el 23% de Collor). Pero debió desistir meses después, debido a errores en la inscripción de su candidatura por parte del partido político que lo postulaba.
Estuvo casado con María Aparecida Vieira (Cidinha), quien falleció de cáncer en 1977, con quien tuvo su primera hija Cintia y con quien adoptó a Silvia. En 1978 se volvió a casar con Íris Pássaro, con quien tuvo cuatro hijas: Daniela, Patrícia, Rebeca y Renata. Silvio es descendiente directo, por el lado paterno, de Isaac Abravanel, un estadista judío-portugués, filósofo, comentador de la Biblia y financista. El nombre de "Senor" viene de su abuelo a quienes llamaban el "Señor" Abram Abravanel fallecido en 1933.